# Сивец (приток Ворона)
Сивец — река в Кадуйском районе Вологодской области России, левый приток Ворона.
Вытекает из болота Воронской Мох на северо-западе Рукавицкого сельского поселения, возле границы с Бабаевским районом. Сначала течёт на северо-восток, вскоре пересекает железную дорогу Санкт-Петербург — Вологда и в дальнейшем течёт вдоль неё на восток. В нижнем течении отклоняется к северу, впадает в Ворон в 7,7 км от его устья, на окраине Кадуя. Длина реки составляет 38 км. Крупнейшие притоки — Подниковский и Кононовский ручьи.
Населённые пункты на берегах — Уйта, Крыльцово, Верховье, Холмище, Старухи, Кадуй.

## Данные водного реестра
По данным государственного водного реестра России относится к Верхневолжскому бассейновому округу, водохозяйственный участок реки — Суда от истока и до устья, речной подбассейн реки — Реки бассейна Рыбинского водохранилища. Речной бассейн реки — (Верхняя) Волга до Куйбышевского водохранилища (без бассейна Оки).
Код объекта в государственном водном реестре — 08010200212110000007890.